# うしろのしょうめん
「うしろのしょうめん」は、大石昌良のソロ2作目のシングル。2008年9月24日にHappy Music Recordsより発売された。

## 概要
前作「ほのかてらす」から3ヵ月振りのリリース。
大石昌良曰く「3曲なんだけど、ちっこいアルバムみたいな感じで楽しめるシングル」。
また、「うしろのしょうめん」がテレビ東京のバラエティ番組「アリケン」のエンディングテーマといて使用されていた頃、番組レギュラーの堀内健が”オープニングトークでうしろのしょうめんのサビをよく歌っていた”というエピソードがある。

## 収録曲
全作詞・作曲：大石昌良　編曲：大石昌良、山田正人
1. うしろのしょうめん [4:35]
2. 小さな恋のメロディ [4:31]
3. ウタウトウカル [4:59]

Gu 山崎淳
Ba 山田正人
P 扇谷研人
Dr 大久保太
Man 前田雄吾

## タイアップ
うしろのしょうめん
毎日放送『麒麟の部屋』2008年9月度エンディングテーマ
ラジオ関西 2008年9月度Monthly Pickup Song
テレビ東京『アリケン』2008年10-12月度エンディングテーマ
京都放送他『Music B.B.』2008年10月度パワープレイ曲
テレビ神奈川『1230アッと!!ハマランチョ』2008年12月度エンディングテーマ